# عيسى عبد الغفار
الحاج عيسي عبد الغفار أحمد عبد الرحمن وشهرته الحاج/ عيسي عبد الغفار (3 مايو 1946-21 ديسمبر 2011) برلمانى مصري، عضو في مجلس الشعب المصري، عن الدورة البرلمانية 2005-2010، وعضو الكتلة البرلمانية  عن دائرة قويسنا بمحافظة المنوفية. مواليد قرية عرب الرمل

## النشاط السياسى
- عضو مجلس الشعب عن الدائرة الانتخابية بقويسنا محافظة المنوفية. الدورة البرلمانية 2005-2010

## العمل
- موظف سابق بالحكم المحلي بقويسنا.

## وفاته
توفي يوم 21 ديسمبر 2011، ودفن بقريته عرب الرمل.